# Tetranchyroderma coeliopodium
Tetranchyroderma coeliopodium is een buikharige uit de familie Thaumastodermatidae. Het dier komt uit het geslacht Tetranchyroderma. Tetranchyroderma coeliopodium werd in 1963 voor het eerst wetenschappelijk beschreven door Boaden. 